# إي إس بي 8266
لوحة (بالإنجليزية: ESP8266 )‏ هو متحكم دقيق منخفض التكلفة يدعم بشكل كامل بروتوكولات TCP/IP مع خصائص المتحكمات الدقيقة في نفس الوقت، تنتجه شركة Espressif Systems  بمنطقة شانقهاي بالصين .
حظى هذا المتحكم بالاهتمام الكبير في الدول الغربية مع الإصدار ESP-01 , التي تم تصنيعه من قبل شركة طرف ثالث وهي Ai-Thinker , حيث أتاح ذلك الإصدار للمتحكم الاتصال بشبكة الوايفاي و إنشاء اتصال TCP/IP باستخدام أوامر أكثر بساطة (Hayes-style) .
مع هذا عندما تم إرسال الإصدارات الاولية للسوق لم يكن تتوفر أية وثائق تعرفية باللغة الإنجليزية عن الأوامر التي يقبلها، و مع ذلك بسبب سعره المنخفض و وجود مكونات إضافية خارجية قليلة مرتبطة به، جلب له اهتمام أكبر من قبل مجتمع الهاكر حول العالم لاستكشاف امكانياته و البرمجايات المناسبة له و حتى توفير ترجمة للوثائق الصينية .
اللوحة المشهورة ESP8285 كانت عبراة عن متحكم ESP8266 مع 1 ميجابت من ذاكرة الفلاش المدمجة، تتيح لها الاتصال بشبكات الوايفاي .
المنتج المطور لهذه اللوحات هو ESP32 الدي اصدر في سنة 2016

## مميزاته
معالج L106 RISC 32 بت مبني على معالج 106Micro Tensilica بسرعة 80 ميجا هيرتز
- الذاكرة
  - 80 كيلوبت ذاكرة وصول عشوائي للمستخدم RAM
  - 32 كيلوبت داكرة وصول عشوائي RAM
  - 32 كيلوبت ذاكرة وصول عشوائي للتعليمات RAM
  - 16 كيلوبت ذاكرة الخاصة بالنظام نوع RAM
- ذاكرة فلاش QSPI إضافية تصل إلى 16 ميجابت ( في العادة تكون بين 512 كيلوبت إلى 4 ميجابت )
- شريحة وايفاي بمعايير IEEE 802.11 b/g/n
  - دعم لبرتوكولات المصادقة WPA/WPA2 أو المصادقة المفتوحة لاتصالات الوايفاي
- 16 مخرج/مدخل GPIO
- SPI
- محول رقمي تناظري بعرض 10 بت